# Laocoont i els seus fills
|  | Per a altres significats, vegeu «Laocoont». |

Laocoont i els seus fills (o Laocont) és un grup escultòric del període hel·lenístic grec (segle i). Mesura 242 cm d'alçada i està executat en marbre blanc. Es troba al Museu Pius-Clementí dels Museus Vaticans a Roma. Representa la mort del sacerdot troià Laocoont, castigat pels déus a ésser estrangulat per serps marines junt amb els seus dos fills. Fou realitzat per Agesandre, Polidor i Atenodor de Rodes, segons consta a la inscripció del pedestal de l'escultura.

## Història

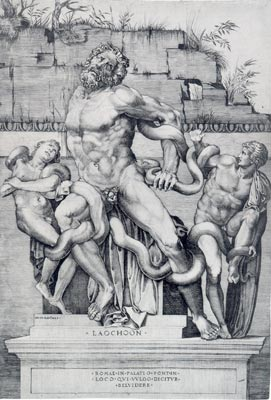
Gravat de Marco Dente mostrant l'escultura com va ser trobada.

Es va trobar el 14 de gener de 1506 a l'emplaçament Esquilí, a la Domus Aurea de Neró a Roma. Va ser l'arquitecte Giuliano da Sangallo el que va identificar l'escultura com la descrita per l'autor romà Plini el Vell, en la seva enciclopèdica Història Natural. En ella va deixar escrits uns comentaris laudatoris amb relació a l'obra que va veure en el palau de l'emperador Titus cap a l'any 70: 
| « | Ha de ser situada per davant de totes, no només de l'art de l'estatuària sinó també del de la pintura. Fou esculpida en un únic bloc de marbre pels excel·lents artistes de Rodes Agesandre, Polimdor i Atenodor i representa Laocoont, els seus fills i les serps admirablement enroscades. | » |

Va ser adquirida pel papa Juli II i actualment es troba en un nínxol del jardí del Palau Belvedere que ara forma part dels Museus Vaticans. Quan va ser descoberta, faltaven els braços drets del pare i d'un dels fills, i sense la mà dreta de l'altre fill; també mancaven algunes parts de les serps. Miquel Àngel va proposar de restaurar el braç del pare en posició de flexió, Amico Aspertini també va fer un dibuix amb la mateixa posició del braç i, el 1525, Baccio Bandinelli va crear una còpia de tot el grup amb aquesta posició també per al papa Lleó X, còpia que es troba a la galeria dels Uffizi de Florència. El rei Francesc I de França va obtenir el permís del papa per obtenir-ne diversos motlles; per a la còpia, va enviar Francesco Primaticcio que els va fer l'any 1540. Aquests motlles van servir per fondre'l a bronze i van col·locar l'escultura al Palau de Fontainebleau.
El 1532 Giovanni Angelo Montorsoli en va dur a terme una restauració en terracota amb el braç estirat; Ticià va criticar aquesta restauració amb un dibuix on representava Laocoont i els seus fills com uns micos.
Al segle xviii, l'escultor Agostino Cornachini la va restaurar amb marbre i va canviar el braç del fill, que també va ser estirat. L'any 1798 va ser traslladat a París per l'exèrcit de Napoleó com a botí de guerra i col·locada al Museu del Louvre, fins a la seva tornada al Vaticà el 1816.
L'any 1905 l'arqueòleg Ludwig Pollack va identificar el braç original i tenia la posició flexionada com ja havia avançat Miquel Àngel, braç que es va afegir en una restauració del 1957, en la qual es van treure totes les peces afegides.

## Datació

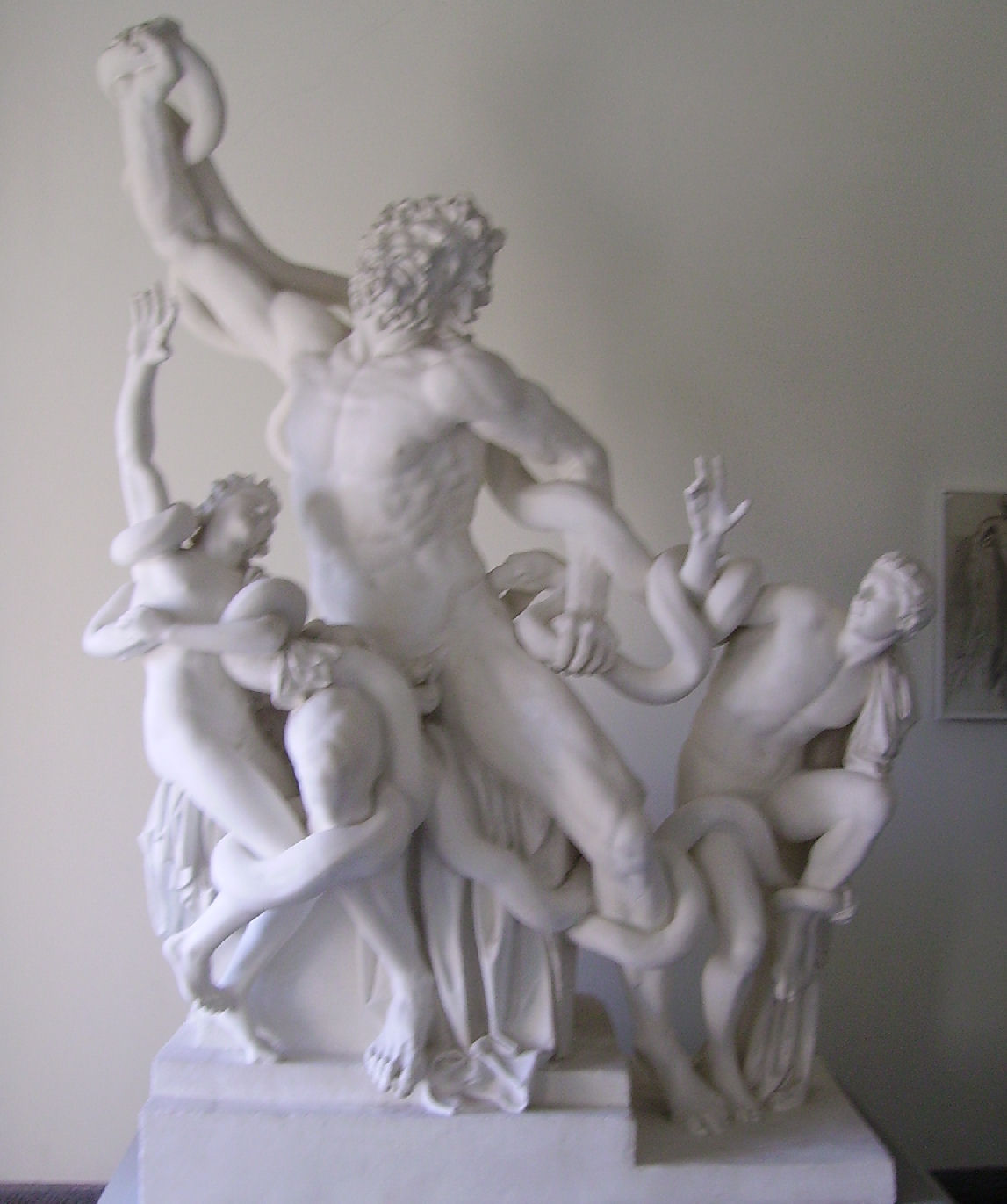
Còpia del grup de Laocoont restaurat amb el braç estirat a Mannheim.

La datació de l'obra és controvertida: en principi se suposà que era del segle i perquè es conservaven signatures d'aquesta època d'un escultor de  Rodes anomenat Atenodor, fill d'Agesandre. Però, el 1954, Gisela Richter va assenyalar que els noms d'Atenodor i Agesandre eren molt habituals a Rodes durant diverses generacions i, a més a més, copsava una gran similitud entre aquesta obra i un fris de l'altar de Zeus a Pèrgam on apareix representada la lluita entre déus i gegants. Concretament, l'expressió i les característiques del rostre de Laocoont són molt similars al gegant que Atenea agafa pels cabells, així com les serps tenen els seus equivalents en l'esmentat altar. Per això, va datar l'obra en el mateix període que aquest fris, al segle ii aC.

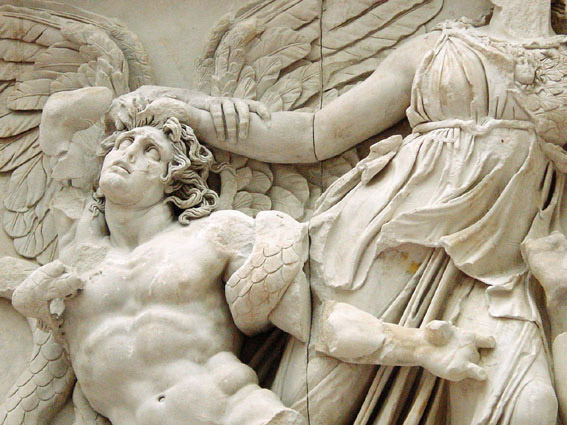
L'expressió del rostre de Laocoont és molt similar al gegant que Atenea agafa pels cabells a l'Altar de Zeus a Pèrgam.

Tanmateix, també s'observen clares diferències amb l'escultura de Pèrgam com són detalls en el rostre de Laocoont, més vibrant que el dels gegants de Pèrgam, i també diferències en la tècnica del modelatge de la cabellera, i un paper menys important pel que fa a les robes del grup del Laocoont si es compara amb les vestimentes del grup de Pèrgam.

A més a més, s'ha demostrat que, encara que la major part de l'escultura es va fer amb marbre de Rodes, un dels blocs usats és marbre de Luni, d'origen italià; això no concorda amb el que va descriure Plini, que només va distingir un bloc de marbre, ni amb el fet que aquest marbre no es va explotar abans de l'època d'August. El 1957 va tenir una enorme rellevància la descoberta de grups escultòrics en l'anomenada gruta de Tiberi, a Sperlonga, a la costa del Laci al sud de Roma; es descobriren grans fragments d'altres grups escultòrics amb la signatura dels tres escultors esmentats per Plini, que deixà escrit: 
| « | Atenodor, fill d'Agesander, i Agesander, fill de Peoni, i Polidor, fill de Polidor, rodis, ho van fer. | » |

La inscripció, segons la majoria dels epigrafistes, ha de pertànyer al segle i després de Crist; per tant, els autors haurien viscut en aquest segle.
També s'ha suggerit que podria ser una còpia o una variant lliure feta pels romans d'un original hel·lenístic dels segles III - II aC.
L'any 2005 la investigadora estatunidenca Lynn Catterson va realitzar una conferència on va exposar la hipòtesi que el grup escultòric podria ser una falsificació realitzada per Miquel Àngel, basada en una sèrie de dades que la relacionen amb ell. Tanmateix aquesta hipòtesi sembla ignorar la troballa de 1957 a Sperlonga, amb fragments d'escultures realitzades amb una tècnica similar al Laocoont i els seus fills.

## Estudi de l'obra

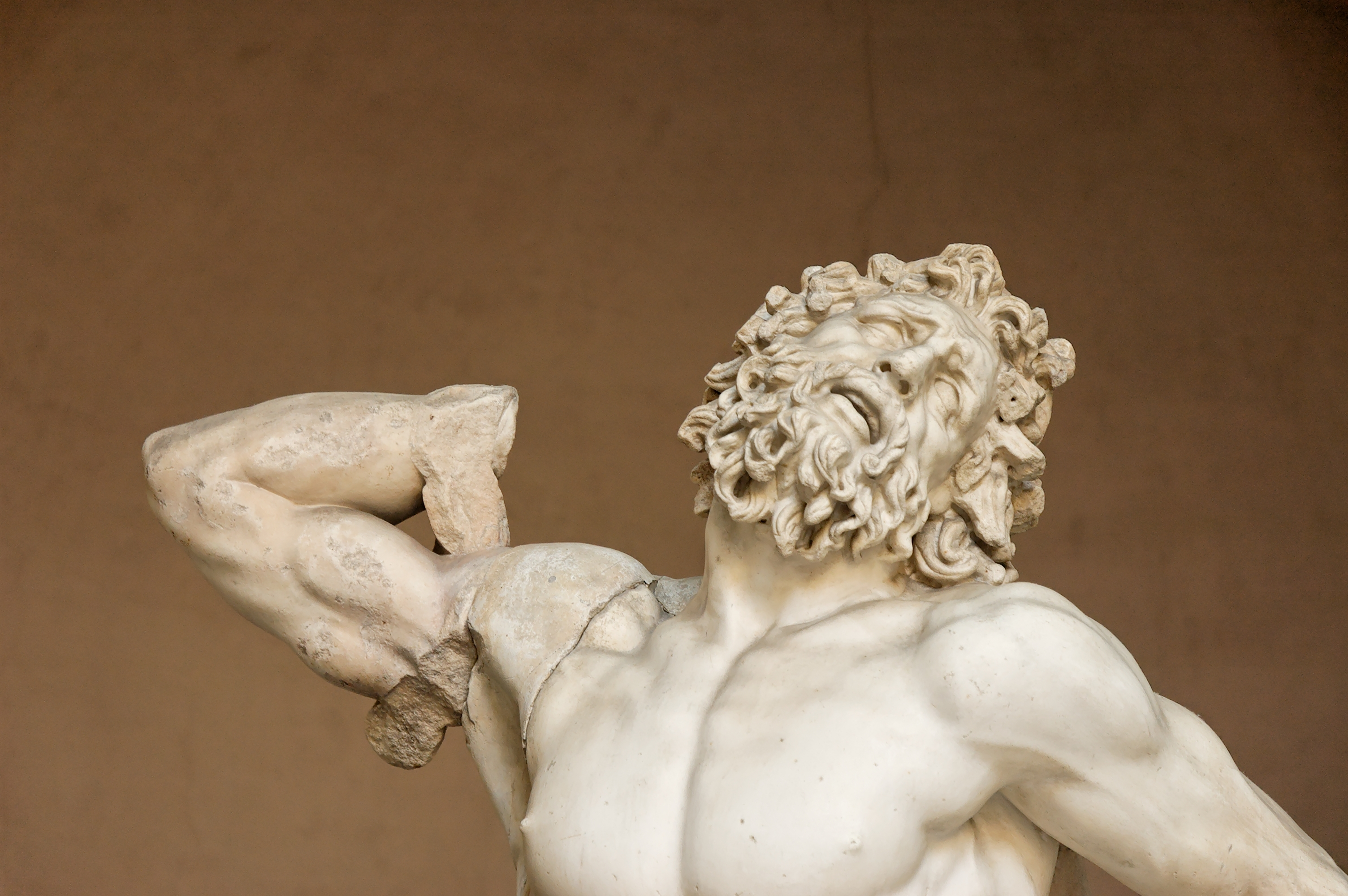
Detall del rostre de Laocoont amb un gran dramatisme

L'obra està emmarcada dins d'una composició de figura piramidal, i la millor posició per la seva visió és la frontal; l'obra representa les emocions humanes en la seva màxima expressió patètica. És, junt amb el gran altar de Zeus i Atenea a Pèrgam (180-160 aC), un exemple de l'escultura escenogràfica hel·lenística d'un dramatisme més extremat. Des del Renaixement, aquest grup és representatiu de l'art antic o d'un dels dos corrents principals de l'art hel·lenístic: l'acadèmic i el barroc, al qual pertany aquest grup.
L'expressió de culpabilitat i el gran dramatisme de Laocoont que fa contorsions en dolorosa agonia, són esfereïdors. Dins del grup, les dues serps monstruoses que es cargolen per matar, d'acord amb el càstig imposat pels déus, formen part de la composició visual del grup, i amb les seves línies corbes aconsegueix la unió entre tots els personatges, fet que ajuda a mostrar la dinàmica que es desprèn del grup. Hi ha una voluntat d'exagerar l'efecte teatral de l'anatomia, i s'afegeix el dolor moral de Laacoont en presenciar la mort dels seus dos fills.
Winckelmann, a la primera edició del llibre Història de l'Art de l'Antiguitat (1764), entre moltes d'altres obres, analitza el grup del Laocoont i assenyala que la figura del fill més gran va haver de ser executada de manera separada.
Descriu Laocoont com un espectacle de la naturalesa humana sotmesa al més gran dolor que és capaç de suportar. Aquest dolor infla els seus músculs i posa en tensió els seus nervis però en el seu front, alhora, es capta la serenitat del seu esperit. El seu pit s'eleva per tractar de contenir el dolor i pel fet que el ventre està comprimit es pot veure el moviment de les seves vísceres. Els seus fills el miren demanant-li ajut i ell manifesta la seva tendresa paternal amb el seu esguard tendre, d'uns ulls que es dirigeixen cap al cel implorant als déus. L'obertura de la seva boca té un moviment que expressa ataràxia i indignació per la idea d'un càstig immerescut.
Lessing, a la seva obra de crítica estètica Laocoont o sobre els límits en la pintura i poesia (1766), explica que «l'escultura i la pintura es fan amb figures i colors a l'espai» i «la poesia amb sons articulats en el temps».
|  |  |  |  |

Goethe va escriure el 1798 el seu article Sobre Laocoont, on fa palesos que els artistes han despullat a Laocoont del seu sacerdoci i de les seves referències mitològiques i l'han convertit en un pare normal amb dos fills amenaçats per dos animals. Destaca la sensació de moviment que produeix el grup, que sembla canviar de posició si l'espectador obre i tanca els ulls alternativament.
També elogia el moment escollit pels artistes per reflectir un màxim interès: quan un dels cossos està tan agafat que ha quedat indefens, el segon és ferit i està en condicions de defensar-se, i el tercer encara li queda l'esperança de fugir.
El pare està representat en una posició en la que reacciona en el mateix instant en què és mossegat al maluc per una de les serps: desplaça el cos cap al costat oposat, contreu el ventre, infla el pit, posa l'espatlla cap a davant i inclina el cap en la direcció del costat ferit. Els peus estan immobilitzats i els braços en posició de lluita, tot oferint una gran resistència que no sembla ésser efectiva. Es tracta d'un home fort però que, per la seva edat, ja no té tanta energia i, per tant, no és molt capaç de suportar el dolor.
El fill més petit, completament capturat, fa esforços sense èxit per tractar d'alliberar-se i d'alleugerir el seu mal. El fill més gran tan sols està lleugerament agafat per un peu i s'horroritza i crida davant els moviments del seu pare. Però ell, encara té l'oportunitat d'alliberar-se i fugir.

## Mitologia

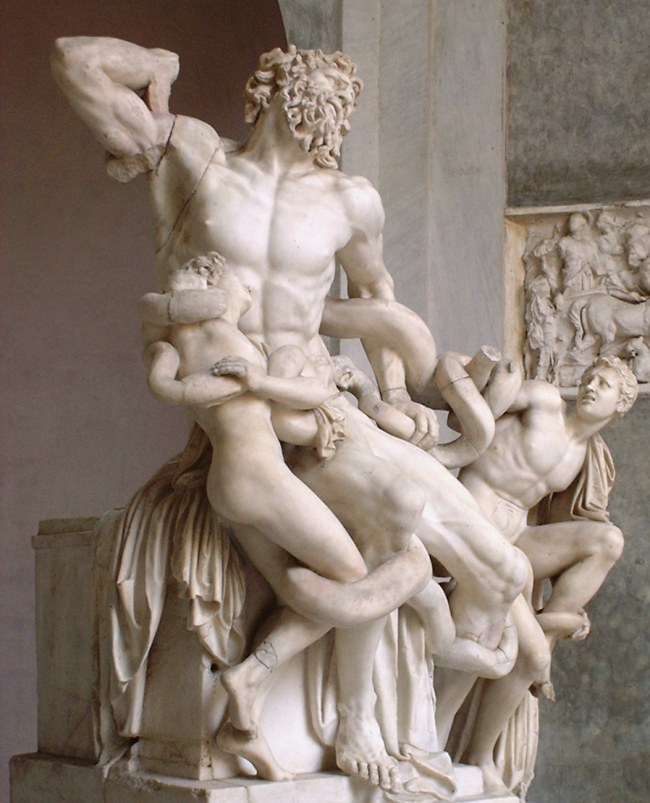
Es pot observar la mirada horroritzada del fill més gran demanant ajut al seu pare.

Als mites grecs es relata que, durant el setge de Troia, dues serps són enviades per Atenea o per Apol·lo i ataquen el sacerdot troià d'Apol·lo, anomenat Laocoont, i als seus dos fills. Les versions que relaten aquest episodi són nombroses i es discuteix si el grup escultòric està basat en el relat de Virgili, a l'Eneida, on moren Laocoont i els seus dos fills, o en una versió anterior d'un poema del cicle troià, la Iliupersis d'Arctinos de Milet, on moren Laocoont i tan sols un dels fills i, per tant, l'altre sobreviu. També la font podria haver estat una tragèdia perduda.
Virgili, en el llibre II de l'Eneida, relata així l'atac de les serps: 
| « | Elles, amb marxa ferma, es llancen cap a Laocoont; primer es cargolen als tendres cossos dels seus dos fills, i esquincen a dentegades els seus miserables membres; després captiven al pare que, esgrimint un dard, anava en ajut d'ells, i el subjecten amb els seus enormes anells: ja cenyides amb dues voltes al voltant del seu cos, i dues vegades rodejat al coll, l'escatós llom, encara excedeixen per sobre els seus caps i els seus drets bescolls. Pugna amb ambdues mans Laocoont per deslligar aquells nusos, mentre regalimen de les seves glàndules bava i negre verí, i al propi temps eleva fins als astres espantables clamors… | » |

Laocoont era el sacerdot del temple d'Apol·lo Timbri a Troia i va advertir sense èxit, que no deixessin passar al famós cavall de Troia, ja que era una trampa disposada pels grecs aqueus; en llançar un broc amb foc contra el cavall, els déus el van castigar enviant-li les dues serps perquè el matessin a ell i als seus fills. Hi ha una altra versió que explica que va ser un càstig d'Apol·lo perquè Laocoont s'havia casat amb Antíope davant l'estàtua del déu, cosa que constituïa un sacrilegi.

## Influència
A l'època del seu descobriment ja va tenir una gran influència pel seu grau de perfecció. Els artistes del Renaixement, entre ells Miquel Àngel, a les seves obres dels esclaus i amb gran evidència als esbossos de l'obra Batalla de Cascina, es mostra com va realitzar diversos posats del grup del Laocoont, i clarament també es veu la influència a la petxina de la volta de la capella Sixtina que representa La serp de bronze. A la figura d'Homer, d'El Parnaso (1510) a la pintura de Raffaello Sanzio, també es pot observar la semblança amb el cap de Laocoont.Ticià, Rubens, El Greco, William Blake i Max Ernst han realitzat interpretacions del grup escultòric.
|  |  |  |

En un àlbum d'Astèrix, Els llorers del Cèsar, apareix un esclau fent el posat de Laocoont i amb uns cordills simulant les serps.
Ha estat font d'inspiració a la història de l'art alemanya, en escriptors de mitjans del segle xviii, com Winckelmann, Lessing, Goethe, Herder, Novalis i Arthur Schopenhauer. Cadascun comenta l'escultura i les seves reflexions estètiques.